# Collegio uninominale Basilicata - 01 (Camera dei deputati 2020)
Il collegio elettorale uninominale Basilicata - 01 è un collegio elettorale uninominale della Repubblica Italiana per l'elezione della Camera dei deputati.

## Territorio
Come previsto dalla legge n. 51 del 27 maggio 2019, il collegio è stato definito tramite decreto legislativo all'interno della circoscrizione Basilicata.
È formato dal territorio dell'intera regione Basilicata (131 comuni).
Il collegio coincide con il collegio plurinominale Basilicata - 01.

## Eletti
| Elezione | Elezione | Deputato         | Partito           |
| -------- | -------- | ---------------- | ----------------- |
|          | 2022     | Salvatore Caiata | Fratelli d'Italia |

## Dati elettorali

### XIX legislatura
Come previsto dalla legge elettorale, 147 deputati sono eletti con sistema a maggioranza relativa in altrettanti collegi uninominali a turno unico.
| Candidati                                 | Candidati                  | Voti    | %     | Liste                          | Voti    | %     |
| ----------------------------------------- | -------------------------- | ------- | ----- | ------------------------------ | ------- | ----- |
|                                           | Salvatore Caiata ✔️ Eletto | 93 634  | 38,31 | Fratelli d'Italia              | 44 419  | 18,17 |
| Forza Italia                              | Salvatore Caiata ✔️ Eletto | 93 634  | 38,31 | 22 881                         | 9,36    |       |
| Lega per Salvini Premier                  | Salvatore Caiata ✔️ Eletto | 93 634  | 38,31 | 21 904                         | 8,96    |       |
| Noi moderati/Lupi - Toti - Brugnaro - UDC | Salvatore Caiata ✔️ Eletto | 93 634  | 38,31 | 4 430                          | 1,81    |       |
|                                           | Viviana Verri              | 61 113  | 25,00 | Movimento 5 Stelle             | 61 113  | 25,00 |
|                                           | Francesco Pietrantuono     | 52 778  | 21,59 | Partito Democratico-IDP        | 37 171  | 15,21 |
| Alleanza Verdi e Sinistra                 | Francesco Pietrantuono     | 52 778  | 21,59 | 8 378                          | 3,43    |       |
| +Europa                                   | Francesco Pietrantuono     | 52 778  | 21,59 | 5 104                          | 2,09    |       |
| Impegno Civico - Centro Democratico       | Francesco Pietrantuono     | 52 778  | 21,59 | 2 115                          | 0,87    |       |
|                                           | Luca Braia                 | 23 865  | 9,76  | Azione - Italia Viva - Calenda | 23 865  | 9,76  |
|                                           | Vincenzo Ritunnano         | 3 617   | 1,48  | Unione Popolare                | 3 617   | 1,48  |
|                                           | Giorgio Santoriello        | 3 520   | 1,44  | Italexit                       | 3 520   | 1,44  |
|                                           | Giuseppe Lariccia          | 2 638   | 1,08  | Italia Sovrana e Popolare      | 2 638   | 1,08  |
|                                           | Giuseppe Amodeo            | 2 304   | 0,94  | Partito Comunista Italiano     | 2 304   | 0,94  |
|                                           | Luigi Emanuele Marsico     | 956     | 0,39  | Noi di Centro – Europeisti     | 956     | 0,39  |
| Totale                                    | Totale                     | 244 425 | 100   |                                | 244 425 | 100   |
|                                           |                            |         |       |                                |         |       |
| Schede bianche                            | Schede bianche             | 7 087   | 2,70  |                                |         |       |
| Schede nulle                              | Schede nulle               | 11 008  | 4,19  |                                |         |       |
| Votanti                                   | Votanti                    | 262 520 | 58,77 |                                |         |       |
| Elettori                                  | Elettori                   | 446 685 |       |                                |         |       |